# إيفل (فلم)
إيفل هو فلم درامي رومانسي فرنسي من إخراج مارتن بوربولون ، ومن سيناريو كتبته كارولين بونجراند. الفيلم من بطولة روميان دوريس في دور غوستاف إيفل ويتبع قصة رومانسية خيالية بين إيفل وحبيبة طفولته أدريان بورغيس  ، التي تلعب دورها إيما ماكي. 
تم عرض الفيلم لأول مرة في 2 مارس 2021 في مهرجان Alliance  Française للسينما الفرنسية في أستراليا ، وتم إصداره في فرنسا في 13 أكتوبر 2021 بواسطة شركة باثي للافلام.
تلقي الفيلم مراجعات إيجابية في الغالب ، وحقق أكثر من 13 مليون دولار في جميع أنحاء العالم.

## حبكة
31 مارس 1889 - غوستاف إيفل يجلس في مكتبه، فوق البرج الحديدي الذي يبلغ ارتفاعه 300 متر والذي صممه وشيده حديثًا - برج إيفل .
سبتمبر 1886 – حصل غوستاف على جائزة لتصميمه الرائد لهيكل عظمي حديدي لدعم تمثال الحرية . بعد ذلك، يفكر في الشكل الذي يجب أن يكون عليه البناء التالي للمعرض العالمي لعام 1889 في باريس. اثنان من موظفيه، موريس كوشلين وإميل نوغييه ، يقترحان برجًا فولاذيًا بطول 200 متر لكنه رفض اقتراحهما، مفضلاً نظام مترو باريس . من أجل الحصول على دعاية لمشروعه، اتصل بصديقه القديم الصحفي أنطوان دي ريستاك. في حفل مجتمعي، يلتقي غوستاف بزوجة ريستاك ، أدريان. أعلن غوستاف فجأة، مذهولًا بها، أنه سيبني برجًا فولاذيًا بطول 300 متر، مما صدم الضيوف الآخرين. 
بوردو، 1860 - أثناء بناء جسر حديدي فوق نهر غارون الغادر، يغوص غوستاف لإنقاذ عامل بناء سقط في النهر. يطلب غوستاف من رؤسائه استخدام الخشب لسقالات السلامة، ولكن تم رفض طلبه. يذهب غوستاف إلى بورجيه، وهو رجل أعمال محلي ثري، ليطلب الخشب. يلتقي غوستاف بأدريان، ابنة بورج العنيدة. أُعجبت بمشاهدة بطولة غوستاف سرًا على الجسر، فتحدثت دفاعًا عن طلبه الحصول على الخشب وتأمينه له. أدريان تدعو غوستاف إلى حفلة عيد ميلادها. كان مُحرج في الحفلة، لكنها تجد عزلته جذابة. يقبلها ثم يغادر مُحرجًا. ظهرت لاحقًا في مكتبه قائلة إنها منجذبة إليه. لم يصدقها غوستاف وأرسلها بعيدًا، فألقت بنفسها في النهر لإثارة غضبه. ينقذها ويمارسون الجنس ويبدأون علاقة عاطفية.
1886 - غوستاف يقدم خططه للبرج إلى لجنة التحكيم في المسابقة. في حفل الإعلان عن الفائز، كما تم الإعلان عن اسمه، أمسك غوستاف وأدريان أيديهما بشكل غريزي. يلاحظ ريستاك ذلك. غوستاف يبدأ بناء البرج. في حفلة في الحديقة، يرقص غوستاف مع أدريان ويطلب منها مقابلته في فندق رخيص في الريف. ولكنها ترفض. ومع استمرار البناء، يهدد العمال بالإضراب. تدرك أدريان أن ريستاك قد شكك بها. تبحث في أغراضه وتجد رسمًا كاريكاتوريًا يقلل من شأن برج إيفل. بدافع الغيرة، يستخدم ريستاك منصبه كصحفي كبير لتخريب الرأي العام ضد البرج. ريستاك يحذر غوستاف بمهارة من هذا الأمر. مع حالة عدم اليقين التي تخيم على المشروع برمته، بدأ العمال في البرج إضرابًا عن العمل.
بوردو، 1860 - علم غوستاف أن أدريان قد غادرت المدينة ثم ركض إلى منزلها، حيث أخبره والدها أنها لا تريد رؤيته مرة أخرى أبدًا. 
1886 - أدريان تظهر في الفندق الرخيص. كشفت لغوستاف أن سبب تركها له قبل 30 عامًا هو أنها كانت حامل بطفله، ومنعها والداها من الزواج منه أو رؤيته مرة أخرى. هرعت من المنزل لتكون معه، ولكن عندما حاولت الهروب عبر السياج، سقطت وكان أحد الأشواك في بطنها، وفقدت طفلها وكادت أن تموت. يدرك غوستاف أن أدريان كان تحبه دائمًا وبعدها يمارسان الجنس. عندما هددت البنوك بسحب التمويل للبرج، قام غوستاف بتمويل البرج من ثروته الخاصة. عندما رأى العمال أن غوستاف يراهن بكل شيء على البرج، توقف العمال عن إضرابهم. تزور أدريان المستوى الأول المكتمل ويتقبلان هي وغوستاف فوق أسطح منازل باريس.
ريستاك، الذي تزوج من أدريان وأعاد عافيتها بعد أن تخلت عنها عائلتها، على علم بعلاقتها مع غوستاف. أخبرها أنه سيدمر سمعة غوستاف ويدمر فرص البرج في الاكتمال إذا لم تنهِ هذه القضية. أدريان تخبر غوستاف أنها وافقت على مغادرة المدينة مع ريستاك لحماية غوستاف وبرجه.
غاضبًا وعاجزًا، يأمر غوستاف بإكمال بناء البرج بالمسامير بدلاً من البراغي، حتى لا يمكن هدمه أبدًا. يدفع فريقه إلى الإرهاق وينهي البرج في الوقت المناسب للمعرض العالمي. في الافتتاح الكبير، يرى غوستاف أدريان بين الحشد. بعد أن تواصلا بصريًا لفترة وجيزة، غادرت وهي تعلم أنها ضحت بكل شيء حتى يمكن إكمال تحفته الفنية. 
وبالعودة إلى المشهد الافتتاحي، يكتب غوستاف في يومياته في مكتبه أعلى البرج. قام برسم رسم تخطيطي للبرج، مضيفًا أحرفًا بجانبه لتكوين اسم أدريان. فجأة يصبح من الواضح أن البرج على شكل الحرف الكبير “A”. جعل إيفل البرج نصبًا تذكاريًا دائمًا لحبهم. يخرج ويتفحص المدينة التي تمتد تحته.

## الممثلين
- روميان دوريس في دور غوستاف إيفل
- إيما ماكي في دور أدريان بورغيس[11]
- بيير ديلادونشان في دور أنطوان دي  ريستاك
- أرماند بولانجر في دور كلير إيفل
- برونو رافايلي في دور م. بورغيس
- ألكساندر ستيغر في دور جان كومبانيون
- أندرانيك مانيه في دور أدولف ساليس
- فيليب هيريسون في دور إدوارد لوكروي
- ستيفان باوتشر في دور باولس
- جيريمي لوبيز في دور موريس كوشلين
- هيرفي ماسكولييه في دور مصرفي
- بينوا دي جوليجاك في دور مصرفي
- كليمانس بوي في دور مدام لوكروي
- دومينيك بوزيتو بدور مأمور الوزارة
- فيليب سعيد عضوًا في مجلس الإدارة
- فيليب ريتشاردين عضوًا في مجلس الإدارة
- ديفيد أوليفييه فيشر رئيس الجمهورية
- فريديريك ميرلو في دور جورج
- كاثرين جيرون في دور الضيف بورغيس 1
- ستيفان بيج بدور ضيف بورغيس 2
- ديفيد جرولو في دور باولو
- كريستيان لوستاو في حفل الافتتاح الرسمي
- فابيان دي شافانيس في دور برج عمال موقع البناء
- دينيس ليلوك في دور مأمور باريس *تييري نينيز كمصمم 1
- ديفيد سيفير في دور رسام الكاريكاتير 2
- فنسنت كومب كعضو مجلس إدارة
- جولييت بلانش في دور إيمي أدريان

## استقبال

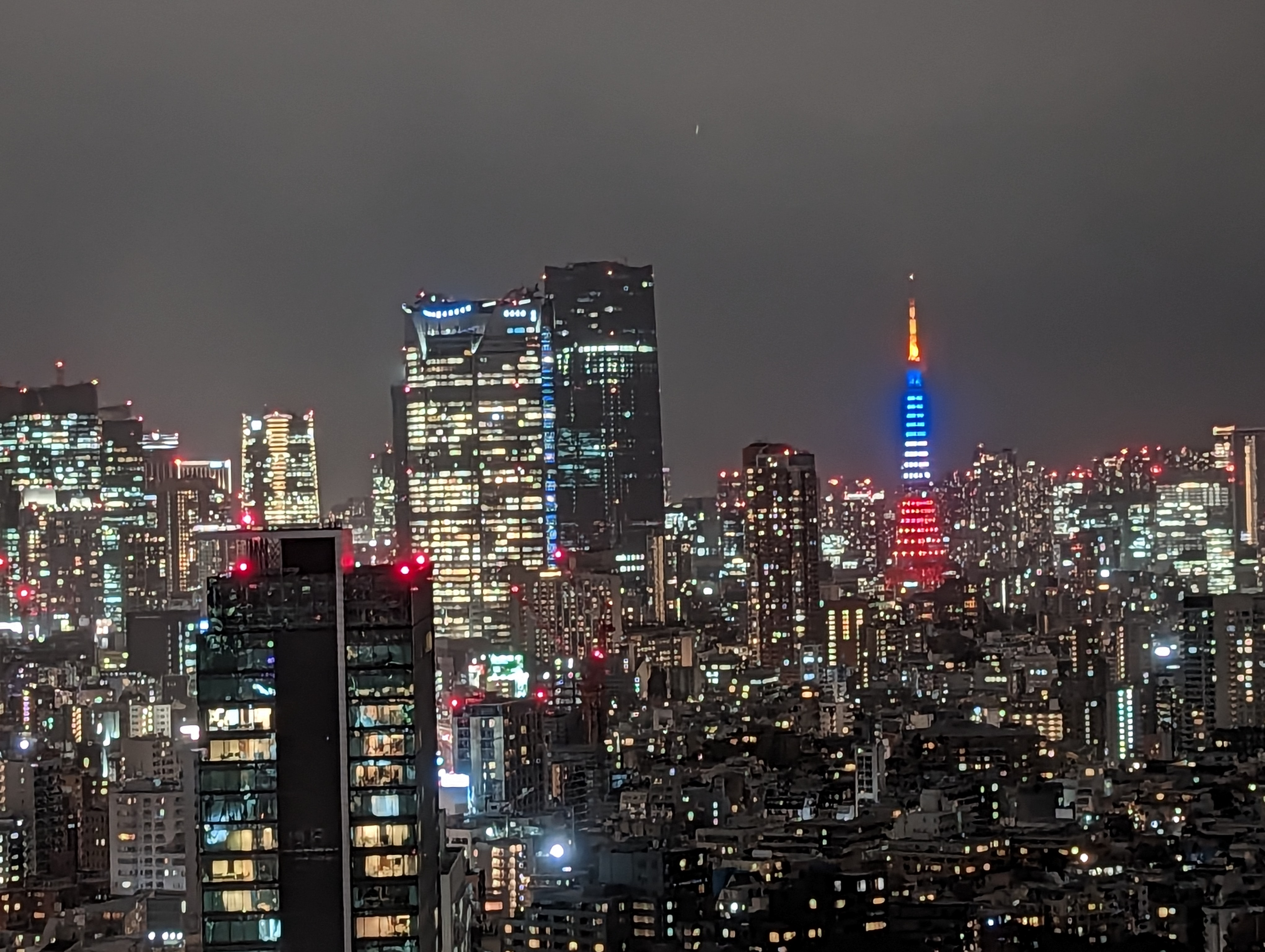
برج طوكيو ثلاثي الألوان للاحتفال بإصدار الفيلم

بيتر ديبروج فارايتي كتب أن "إيفل ليس فيلمًا عن السيرة الذاتية بقدر ما هو عبارة عن قطعة سطحية من الخيال التاريخي، يعرّف نفسه على أنه" librement inspiré de faits réels "، والذي يُترجم إلى" وعاء من الهراء "."  ديفيد ستراتون الصحيفة الأسترالية كتب: "أنا رجل لديه فكرة أعظم منه، يخبر إيفل مختلف الأطراف المهتمة عندما يقدم عرضه الرسمي لبناء البرج. أعتقد أن مخرج هذا الفيلم أخذ هذا الخط على محمل الجد، وأنا سعيد أنه فعل".  نيسيلسون من Screen International كتبت  أن "طموحة ومجهزة بشكل رائع وقديمة الطراز بشكل غير اعتذاري". 

## روابط خارجية
إيفل  في قاعدة بيانات الأفلام على الإنترنت (بالإنجليزية)
إيفل (فلم) في روتن توميتوز.